# NGC 7722
NGC 7722 é uma galáxia espiral (S0-a) localizada na direcção da constelação de Pegasus. Possui uma declinação de +15° 57' 17" e uma ascensão recta de 23 horas, 38 minutos e 40,9 segundos.
A galáxia NGC 7722 foi descoberta em 12 de Agosto de 1864 por Heinrich Louis d'Arrest.